# Alexandrine de Prusse (1915-1980)
La princesse Alexandrine de Prusse (7 avril 1915 - 2 octobre 1980) est la fille aînée et le cinquième enfant du prince héritier d'Allemagne Guillaume de Prusse et de Cécile de Mecklembourg-Schwerin.

## Biographie
Alexandrine est née le 7 avril 1915 au palais du Kronprinz à Berlin. Elle a quatre frères aînés : Guillaume, Louis-Ferdinand, Hubertus et Frédéric. Sa sœur unique, Cécile, est née en 1917. Ses grands-parents sont l'empereur Guillaume II d'Allemagne et Augusta-Victoria de Schleswig-Holstein-Sonderbourg-Augustenbourg, ainsi que le grand-duc Frédéric-François III de Mecklembourg-Schwerin et Anastasia Mikhaïlovna de Russie. Son deuxième prénom, Irène (« paix » en grec), lui est probablement donné en raison de sa naissance au cours de la deuxième année de la Première Guerre mondiale. Alexandrine est connue sous le surnom d'« Adini » au sein de sa famille.

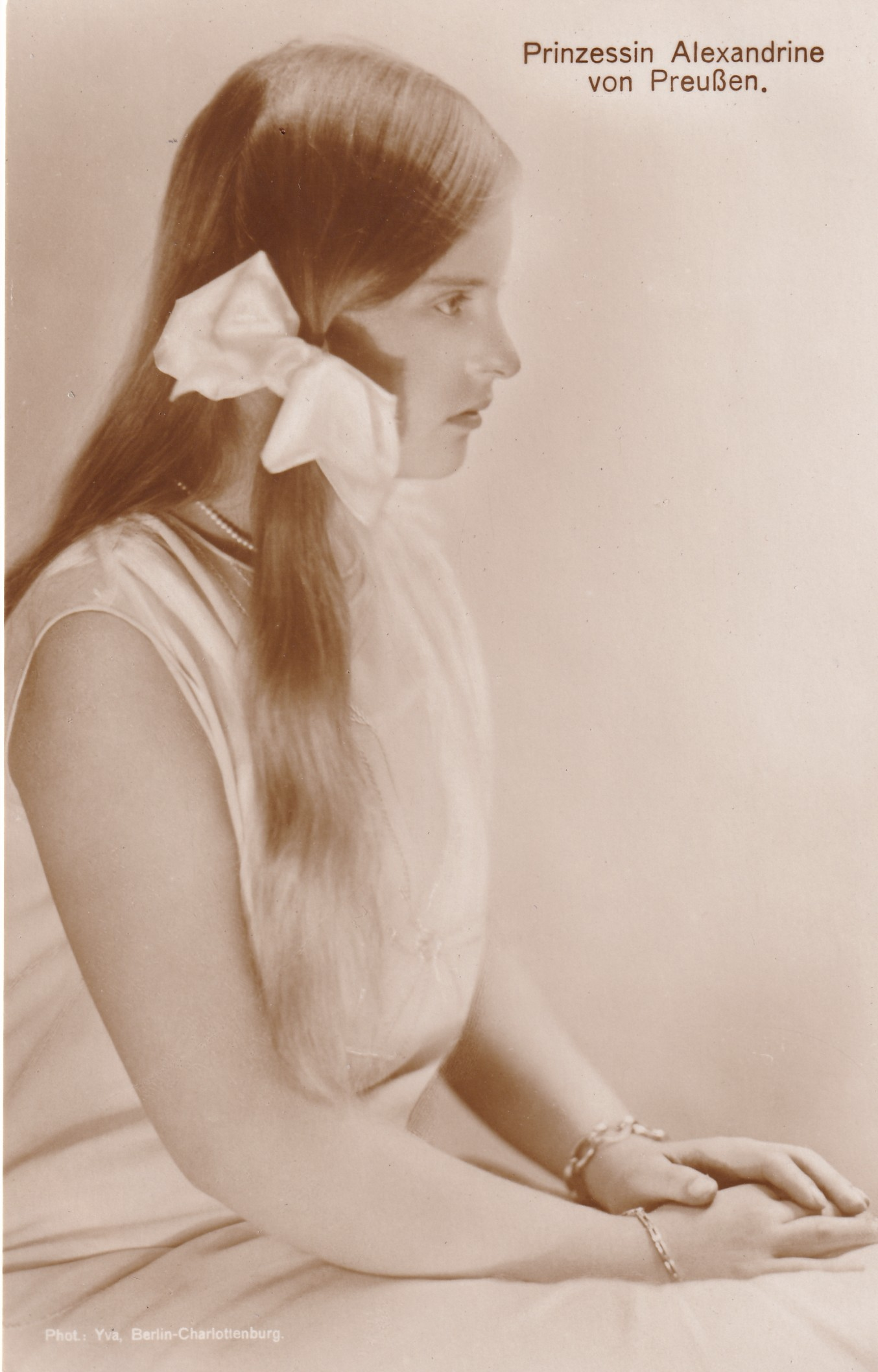
La princesse Alexandrine de Prusse en 1930, par Yva.

Peu après sa naissance, il devient évident qu'elle est atteinte de la trisomie 21. Cela bouleverse la vie de sa mère notamment, mais contrairement aux autres enfants royaux en situation de handicap, Alexandrine n’est pas cachée, même si la rigidité du protocole de la cour fait que sa condition n'est pas dévoilée. Elle apparaît en effet sur des photographies de famille officielles et lors d'événements publics comme le mariage de son cousin Frédéric IX de Danemark avec Ingrid de Suède en 1935 . Elle est principalement soignée par son infirmière, Selma Boese . Adolescente, la princesse fréquente la Trüpersche Sonderschule, une école dédiée à l'éducation des jeunes femmes ayant des besoins particuliers. Elle est confirmée avec sa sœur Cécile le 22 octobre 1934.
Alexandrine vit la majeure partie de sa vie en Bavière, d'abord à Pöcking et plus tard près du lac de Starnberg. Elle y reçoit régulièrement la visite de sa famille, notamment de son frère Louis-Ferdinand. La princesse survit à sa petite sœur Cécile (contrairement à elle mariée et mère, à qui l'on a aussi diagnostiqué plus tardivement une forme moins évidente de trisomie 21) et vit plus âgée, elle meurt à Starnberg le 2 octobre 1980 et est inhumée auprès de ses parents et de son frère Frédéric au château de Hohenzollern.